# 狭山駅
狭山駅（さやまえき）は、大阪府大阪狭山市池尻中1丁目にある、南海電気鉄道高野線の駅。駅番号はNK64。

## 歴史
- 1898年（明治31年）
  - 1月30日：高野鉄道の開業と同時にその終着駅として設置。
  - 4月2日：当駅から長野駅（現・河内長野駅）まで延伸、途中駅となる。
- 1907年（明治40年）11月15日：会社合併により高野登山鉄道の駅となる。
- 1915年（大正4年）4月30日：社名変更により大阪高野鉄道の駅となる。
- 1922年（大正11年）9月6日：会社合併により南海鉄道の駅となる。
- 1944年（昭和19年）6月1日：会社合併により近畿日本鉄道の駅となる。
- 1947年（昭和22年）6月1日：路線譲渡により南海電気鉄道の駅となる。
- 1973年（昭和48年）2月25日：駅舎を橋上化[1]。
- 2005年（平成17年）9月1日：一部昼間無人駅となる。
- 2010年（平成22年）3月：バリアフリー化工事完成。エレベーター設置。
- 2012年（平成24年）4月1日：駅ナンバリングが導入され、使用を開始[2][3]。
- 2013年（平成25年）4月1日：終日無人駅となる。

## 駅構造
相対式ホーム2面2線を持つ橋上駅。有効長は8両。コンコースはやや狭い。橋上化前の1973年まで駅舎は現在の西出口側にあり、駅舎とホームとは構内踏切で連絡していた。2番ホームは島式で駅舎側に3番線が設置されており、上下貨物列車の待避や準急（現在の準急とは運行形態や停車駅が異なる）・直行（現在は廃止）列車の折り返し等に使用されていた。
貨物列車運転のため、本線上の渡り線が駅両側の踏切の外方にあり、そこまでが駅構内であった。駅本屋の北野田側（現在の工事用建屋辺り）には貨物ホームがあり、積み下ろし用と留置用の2線の貨車扱い線があった。現在は廃止され工事用車両の留置線となっている。また工事車両の留置に使われている北野田側引き上げ線は、現在踏切手前で行き止まりとなっているが、以前は踏切を越えて富士車輌の工場内に引き入れられていた。富士車輌の工場跡地は「ハーモニータウン」という住宅地になっている。

### のりば
| のりば | 路線   | 方向 | 行先       |
| ------ | ------ | ---- | ---------- |
| 1      | 高野線 | 下り | 高野山方面 |
| 2      | 高野線 | 上り | なんば方面 |

駅設備
- 難波方面ホームには、多目的トイレ（水洗式）がある。
- 高野山方面ホーム・難波方面ホームともに、自動販売機がある。
- 2010年にバリアフリー対策として昇降設備が整備された。昇降設備はコンコース外・コンコース内兼用のタイプで上下線に各1基設置されている。この昇降機設置に伴い列車停止位置が変更された。

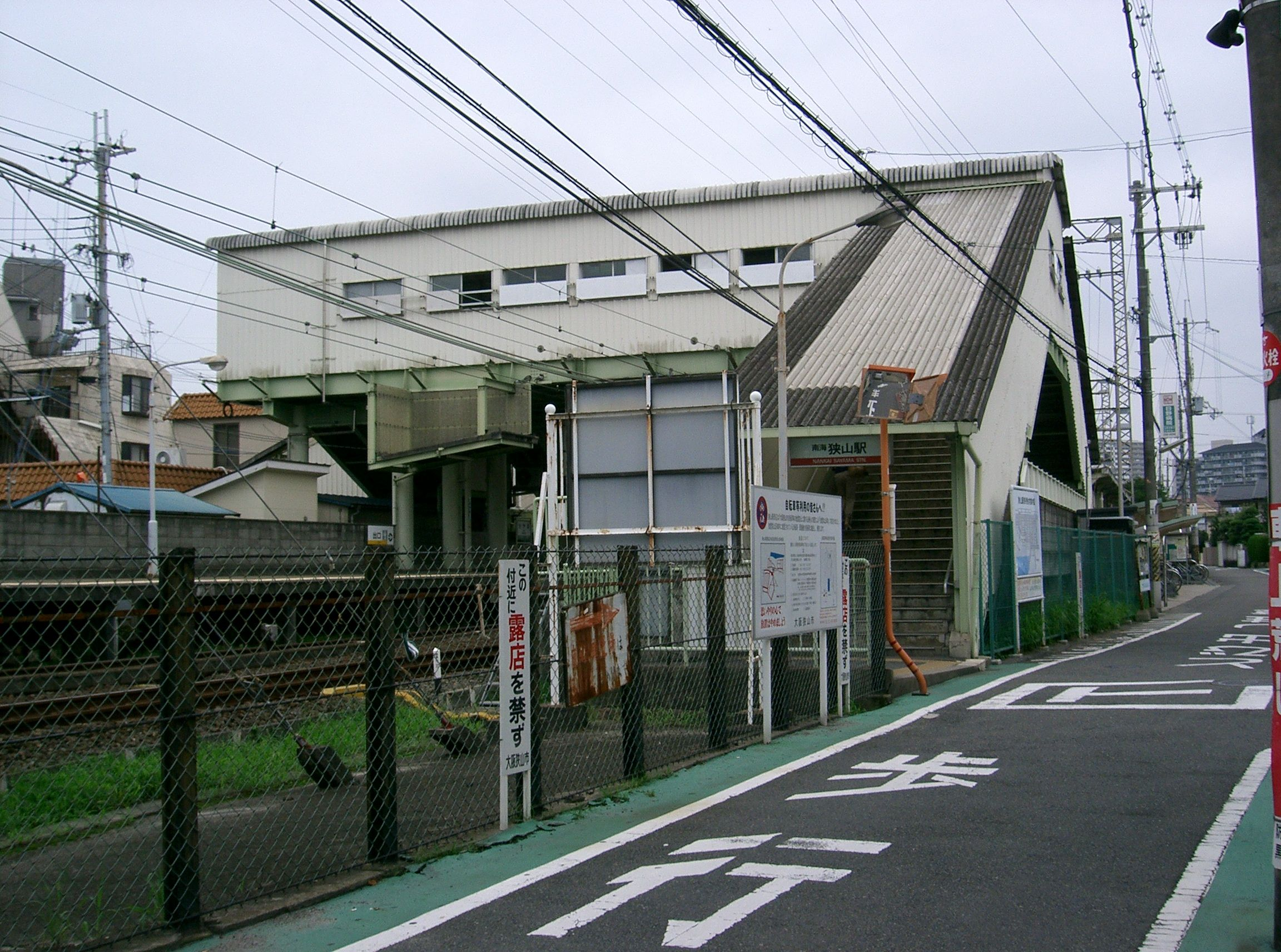
東出口
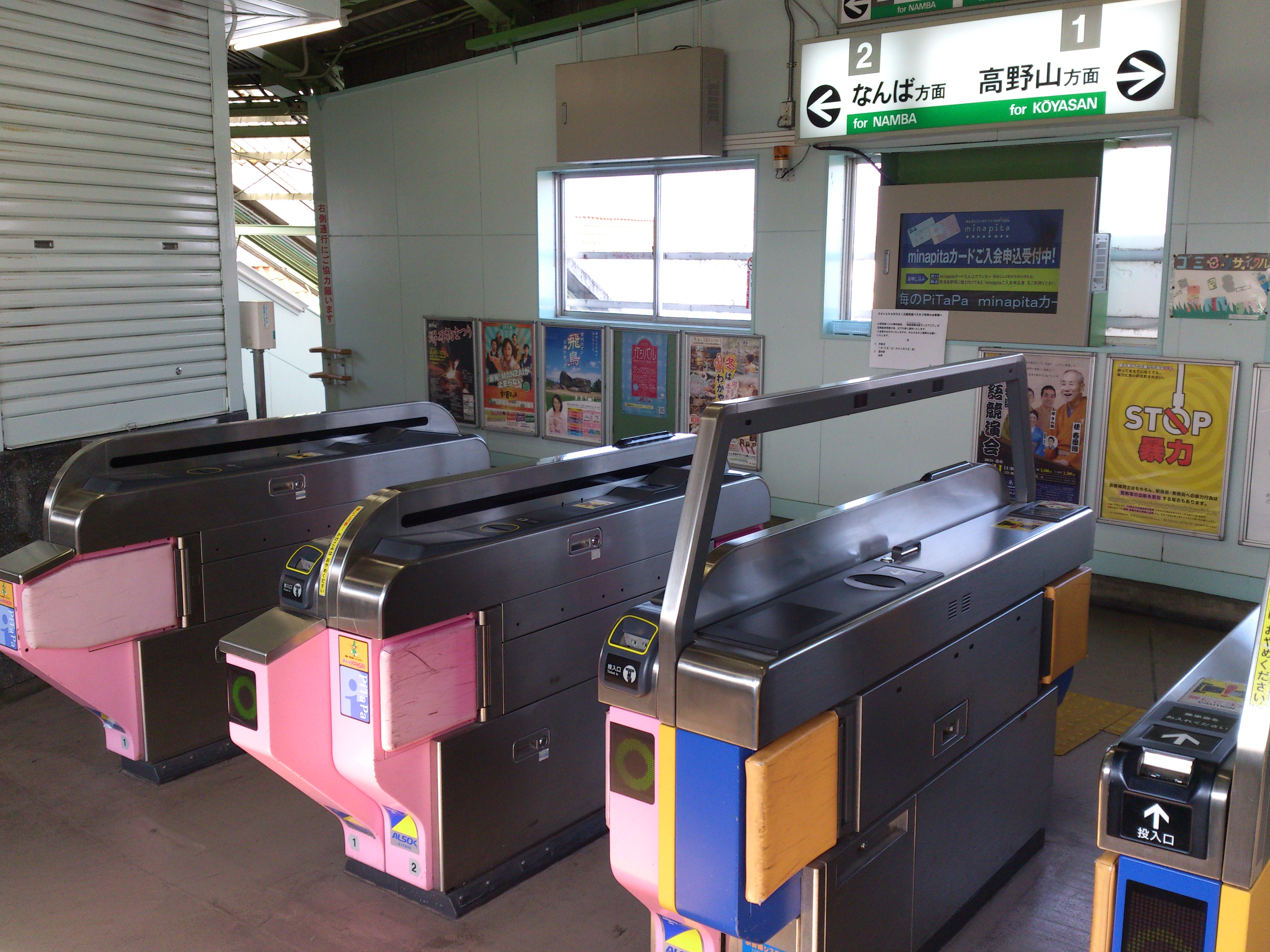
改札口
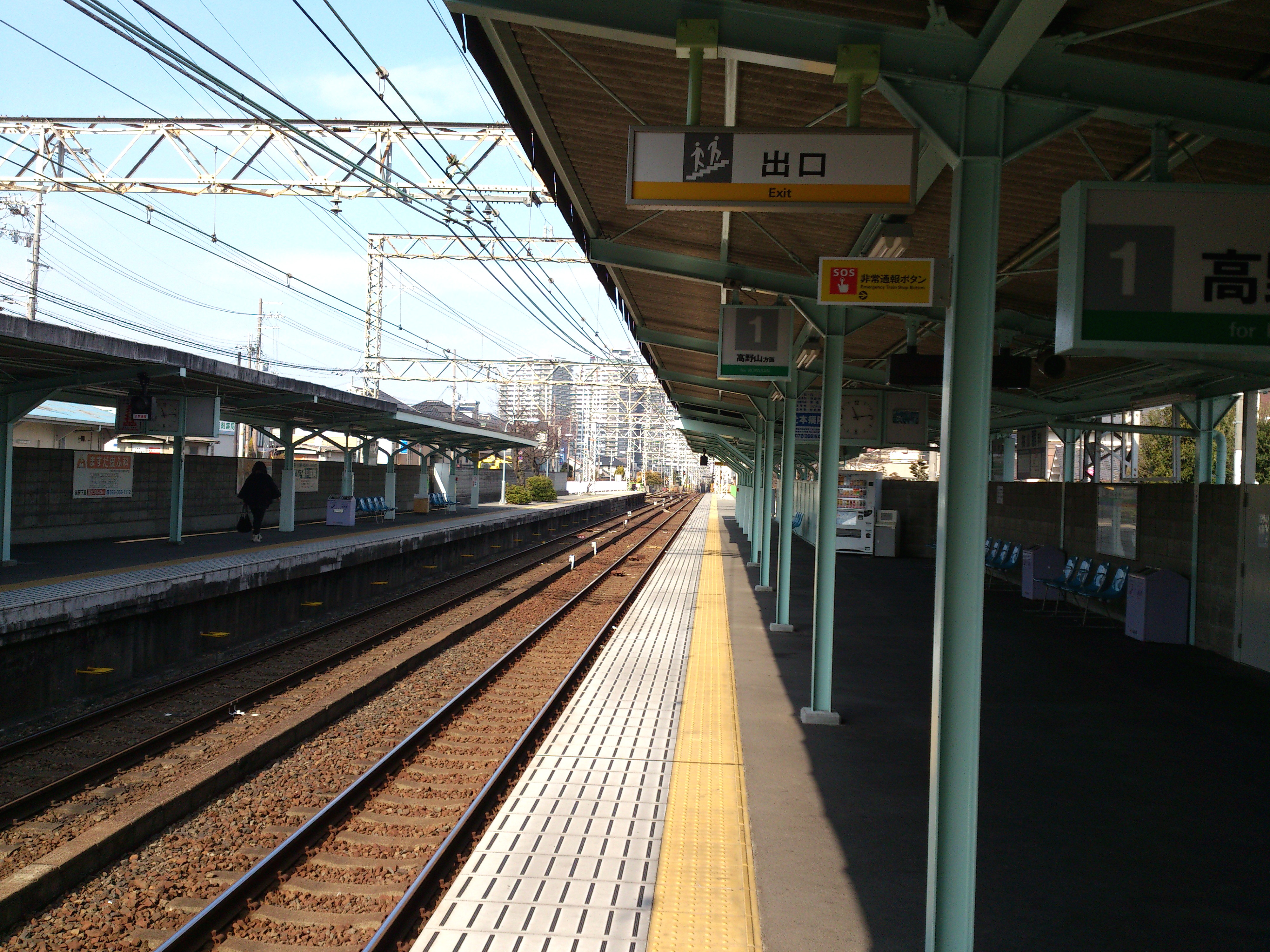
プラットホーム
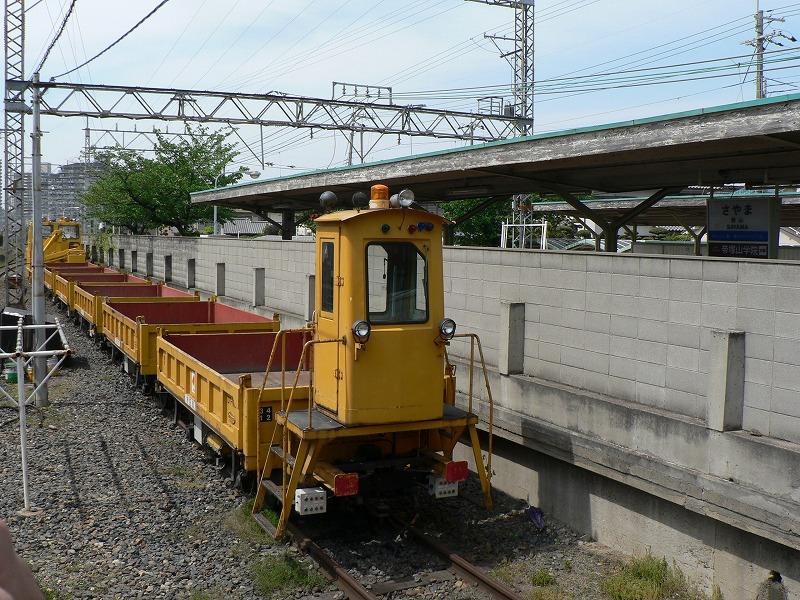
工事用車両

## 利用状況
2019年（令和元年）次の1日平均乗降人員は6,000人（乗車人員：2,978人、降車人員：3,022人）で、南海の駅全100駅中47位である。
各年次の1日平均乗降・乗車人員数の推移は下表の通り。
| 年次               | 1日平均 乗降人員 | 1日平均 乗車人員 | 順位 | 出典   |
| ------------------ | ---------------- | ---------------- | ---- | ------ |
| 1990年（平成02年） | 10,401           | 5,192            | -    | [ 6 ]  |
| 1991年（平成03年） | 10,387           | 5,181            | -    | [ 7 ]  |
| 1992年（平成04年） | 10,071           | 5,017            | -    | [ 8 ]  |
| 1993年（平成05年） | 10,008           | 4,976            | -    | [ 9 ]  |
| 1994年（平成06年） | 9,658            | 4,796            | -    | [ 10 ] |
| 1995年（平成07年） | 7,640            | 3,746            | -    | [ 11 ] |
| 1996年（平成08年） | 7,698            | 3,778            | -    | [ 12 ] |
| 1997年（平成09年） | 9,696            | 4,776            | -    | [ 13 ] |
| 1998年（平成10年） | 9,251            | 4,594            | -    | [ 14 ] |
| 1999年（平成11年） | 6,656            | 3,328            | -    | [ 15 ] |
| 2000年（平成12年） | 6,477            | 3,254            | -    | [ 16 ] |
| 2001年（平成13年） | 6,531            | 3,284            | -    | [ 17 ] |
| 2002年（平成14年） | 6,366            | 3,200            | -    | [ 18 ] |
| 2003年（平成15年） | 6,327            | 3,145            | -    | [ 19 ] |
| 2004年（平成16年） | 6,118            | 3,048            | -    | [ 20 ] |
| 2005年（平成17年） | 6,054            | 3,003            | 47位 | [ 21 ] |
| 2006年（平成18年） | 6,073            | 3,019            | -    | [ 22 ] |
| 2007年（平成19年） | 6,148            | 3,051            | -    | [ 23 ] |
| 2008年（平成20年） | 5,976            | 2,958            | -    | [ 24 ] |
| 2009年（平成21年） | 5,775            | 2,843            | -    | [ 25 ] |
| 2010年（平成22年） | 5,748            | 2,835            | -    | [ 26 ] |
| 2011年（平成23年） | 5,694            | 2,806            | 47位 | [ 27 ] |
| 2012年（平成24年） | 5,688            | 2,804            | -    | [ 28 ] |
| 2013年（平成25年） | 5,813            | 2,862            | 46位 | [ 29 ] |
| 2014年（平成26年） | 5,805            | 2,868            | 47位 | [ 30 ] |
| 2015年（平成27年） | 5,938            | 2,957            | 47位 | [ 31 ] |
| 2016年（平成28年） | 5,880            | 2,944            | 47位 | [ 32 ] |
| 2017年（平成29年） | 5,946            | 2,969            | 47位 | [ 33 ] |
| 2018年（平成30年） | 6,031            | 3,001            | 47位 | [ 34 ] |
| 2019年（令和元年） | 6,000            | 2,978            | 47位 | [ 35 ] |

## 駅周辺
駅舎西側にはショップ南海があるがやや規模は小さめ。西口側には循環バス乗り場がある。東口側は住宅街となっている。
駅西側の住宅地「南海さやまハーモニータウン」（積水ハウスが分譲）は、1986年まで機械メーカーである富士車輌の工場があったところで、一時期南海電鉄などの鉄道車両も製造していたことがある。
桃山学院大学が移転する前の、旧キャンパスの最寄駅でもあった。現在は、学校法人大阪初芝学園狭山登美丘学舎になっている。同学園のスクールパスは北野田・金剛発着となっている。
- 狭山駅前郵便局
- 大阪狭山市立北小学校
- 浅野歯車工作所
- 大阪初芝学園・北野田キャンパス（初芝立命館中学校・高等学校、はつしば学園小学校）

### バス路線
- 大阪狭山市循環バス西回りA（南海バス）：市役所行き。西回りB　福祉センター前行き(西、北回り)

## 隣の駅
南海電気鉄道
 高野線
■快速急行・■急行
通過
■区間急行・■準急・■各停
北野田駅 (NK63) - 狭山駅 (NK64) - 大阪狭山市駅 (NK65)